# Брянський Михайло Васильович
Михайло Васильович Бря́нський (20 листопада 1830, Київ — 1908, Санкт-Петербург) — український живописець; класний художник І ступеня з 1868 року.

## Біографія
Народився 8 [20] листопада 1830 року в місті Києві (нині Україна). Навчався в Першій київській гімназії; протягом 1850—1855 років навчався у Капітона Павлова в Києві; протягом 1864—1869 років — вільний слухач Петербурзької академії мистецтв. За час навчання у 1864 році отримав малу, у 1865 році — велику срібні медалі та 1868 року золоту медаль імені пані Леберн.
Працював у Санкт-Петербурзі та Києві. Помер у Санкт-Петербурзі у 1908 році.

## Творчість
Писав переважно «жіночі голівки», портрети і жанрові картини позначені рисами академізму. Серед робіт:
- «Портрет Єлизавети Михайлівни Дараган» (1860, полотно, олія; Національний художній музей України)[3];
- «Дівчина-малоросіянка на жнивах» (1864, мала срібна медаль[4]);
- «Малоросіянка біля криниці» (1865, велика срібна медаль[4]);
- «Плетіння вінків напередодні 24 червня» (1865);
- «Дівчинка, що сидить у кріслах» (1867, звання художника 2-го ступеня[4]);
- «Наречена, якій повернули обручку»/«Розбиті мрії» (1868; Одеський національний художній музей; звання художника 1-го ступеня та золота медаль[4]);
- «Тяжка хвилина» (1869);
- «Портрет княгині М. Є. Куракіної» (1870);
- «Жіноча голівка» (1870; Нижньогородський художній музей);
- «Непомічена праця»/«Ранок» (1874);
- портрети Анни Філософової, Бориса Обухова, Олександра Енгельгардта (1876);
- «У серпні» (1887);
- «Богоматір із немовлям Спасителем» (1888);
- «Портрет внучки Олександра Пушкіна» (1891);.
- «Портрет жінки в червоній оксамитовій сукні» (1891; Кіровоградський обласний художній музей).

Брав участь у виставках з 1865 року. Персональні виставки відбулися у Санкт-Петербурзі 1875 року та Москві у 1889 році. У 1888—1889 роках провів виставки однієї картини («Богоматір») в Києві і Санкт-Петербурзі.